# Parafia Matki Bożej Anielskiej w Dębicy
Parafia Matki Bożej Anielskiej w Dębicy – parafia rzymskokatolicka znajdująca się w diecezji tarnowskiej w dekanacie Dębica Zachód. Mieści się przy ulicy Chopina. Kościołem parafialnym jest kościół Ducha Świętego.

## Historia
Powojenny szybki wzrost ludności Dębicy spowodował potrzebę utworzenia nowej parafii, na co ówczesne władze państwowe nie pozwalały. Biskup Jan Stepa utworzył więc w 1950 r. wikarię parafialną przy kościele klasztornym  Sióstr Służebniczek w Dębicy. Dopiero w 1973 r. biskup Jerzy Ablewicz dekretem wydzielił nową parafię z parafii św. Jadwigi. Z kolei w 1982 r. z części zachodniej parafii Matki Bożej Anielskiej biskup Ablewicz wydzielił najpierw rektorat, a następnie w tym samym roku samodzielną parafię Najświętszego Serca Pana Jezusa. 

## Kościół
Początkowo kościołem parafialnym był kościół Niepokalanego Poczęcia NMP przy klasztorze Sióstr Służebniczek w Dębicy. Dopiero w 1989 r. rozpoczęto budowę nowego kościoła parafialnego. Po zakończeniu jego budowy w 1996 r., biskup Józef Życiński konsekrował nowy kościół Ducha Świętego.